# كريس سكوت
كريس سكوت (بالإنجليزية: Chris Scott)‏ (12 فبراير 1980 في المملكة المتحدة - ) هو لاعب كرة قدم بريطاني في مركز الدفاع. لعب مع نادي بيرنلي وليه جنيسيس ‏.

## وصلات خارجية
- كريس سكوت على موقع قاعدة بيانات كرة القدم.إي يو (الإنجليزية)
- كريس سكوت على موقع Soccerbase.com (لاعب) (الإنجليزية)